# Рифапентин
Рифапенти́н — напівсинтетичний антибіотик з групи рифампіцинових антибіотиків для перорального застосування. Був синтезований у 1965 році та затверджений FDA для лікування туберкульозу у 1998 році. У 2010 році Європейська комісія за поданням Європейського агентства з лікарських засобів присвоїла рифапентину статус орфанного препарату, який надається лікарським засобам, що призначені для лікування важких інвалідизуючих або життєво-загрозливих захворювань. Цей статус було надано рифапентину у зв'язку із перевагами його застосування у комбінованому лікуванні туберкульозу у порівнянні із традиційним засобом із даної групи антибіотиків (рифампіцином) — тривалішому періоду напіввиведення та вищою інгібуючою активністю до збудника туберкульозу.

## Фармакологічні властивості
Рифапентин — напівсинтетичний антибіотик з групи рифампіцинових антибіотиків. Препарат має бактерицидну дію, що зумовлена інгібуванням ДНК-залежної РНК-полімерази, а також пригнічує синтез ДНК в бактеріальних клітинах. До рифапентину чутливою є виключно туберкульозна паличка.

### Фармакокінетика
Рифапентин добре всмоктується з шлунково-кишкового тракту, біодоступність препарату складає 70 %.Максимальна концентрація в крові досягається протягом 5—6 годин. Рифапентин створює високі концентрації у більшості тканин та рідин організму. Невідомо, чи препарат проходить через гематоенцефалічний бар'єр. Рифапентин проходить через плацентарний бар'єр. Невідомо, чи виділяється препарат в грудне молоко, але під час прийому рифапентину грудне молоко може забарвлюватися в помаранчевий колір. Препарат добре проходить всередину клітин, що пояснює його високу активність проти мікобактерій. Метаболізується рифапентин в печінці з утворенням активних метаболітів. Виводиться препарат з організму переважно з калом, частково з сечею у вигляді метаболітів. Період напіввиведення рифапентину складає 12-14 годин, у хворих з печінковою або нирковою недостатністю цей час може збільшуватися.

## Показання до застосування
Рифапентин застосовують при туберкульозі легень в складі комбінованої терапії. У 2014 році FDA схвалило застосування рифапентину в комбінації з ізоніазидом для лікування латентного туберкульозу в пацієнтів, старших за 2 роки.

## Побічна дія
При застосуванні рифапентину під час комбінованої терапії дуже рідко спостерігають наступні побічні ефекти:
- Алергічні реакції — висипання на шкірі, свербіж шкіри, кропив'янка, бронхоспазм, гарячка, анафілактичний шок.
- З боку травної системи — нудота, блювання, діарея, біль в животі, зміни смаку, жовтяниця, гепатит, псевдомембранозний коліт, гастрит, езофагіт, хейліт.
- З боку нервової системи та органів чуттів — головний біль, безсоння, астенія, увеїт, помутніння рогівки, судоми, мігрень.
- З боку опорно-рухового апарату — артралгії, міалгії, болі в грудній клітці, загострення подагри.
- Зміни в лабораторних аналізах — анемія, гемолітична анемія, лейкопенія, протеїнурія, тромбоцитопенія, еозинофілія, підвищення активності амінотрансфераз, підвищення рівня сечової кислоти в крові, гіпокаліємія, гіпоглікемія, гіперкальціємія, підвищення рівня креатиніну і сечовини в крові.
- Інші порушення — забарвлення в червоний колір поту, сечі, мокроти та контактних лінз.

## Протипокази
Рифапентин протипоказаний при підвищеній чутливості до рифампіцинових антибіотиків, дітям до 12 років. З обережністю застосовують при вагітності та годуванні грудьми.

## Форми випуску
Рифапентин випускається у вигляді таблеток по 0,15 г.